# Palestijnse bosuil
De Palestijnse bosuil (Strix hadorami) is een lid van de familie van de 'echte' uilen (Strigidae).

## Kenmerken
De vogel is 30 tot 35 cm lang en heeft een spanwijdte van 95 tot 98 cm en weegt 140 tot 284 g. Deze bosuil is nauw verwant aan de gewone bosuil, maar de Palestijnse bosuil is kleiner, lichter en zit niet zo typisch rechtop. De gezichtssluier is wit met daarboven een donkere kruin met weer witte banden. De ogen zijn donkeroranje. Hierin verschilt de uil van de gewone bosuil, die zwarte ogen heeft. Van boven is de vogel licht, zandkleurig grijsbruin tot geelachtig met vaalbruine strepen en vlekken. De vogel heeft een brede okerkleurige kraag en daaronder worden borst en buik nog lichter, roomkleurig met lichtbruine, horizontale strepen.

## Verspreiding en leefgebied
Deze soort komt voor in het oosten en zuiden van Israël, Jordanië, de Sinaï, gebergten aan beide zijden van de Rode Zee en verder elders op het Arabisch schiereiland in Saoedi Arabië, Jemen en het zuiden van Oman (Dhofar) en mogelijk ook in delen van Iran en Pakistan.
Het leefgebied bestaat uit rotsige ravijnen in (half)woestijnen, meestal met een bron in de buurt. De uil wordt ook wel aangetroffen in Acaciabos of palmplantages of bij verlaten dorpen. Deze uil heeft echter geen binding met menselijke nederzettingen. De vogel komt voor in bergland tot 2800 m.

## Taxonomische verwarring
Het exemplaar dat als type-exemplaar van deze soort werd beschouwd, lag sinds 1886 in het Tring Museum. Dit museumexemplaar bleek identiek te zijn aan een nieuw ontdekte soort uil, de Omaanse uil. Uit nader onderzoek bleek dat de overige uilen die op in het verspreidingsgebied van de Palestijnse uil zijn waargenomen, verschilden van het type-exemplaar. Deze exemplaren waren daarom feitelijk vertegenwoordigers van een nog niet volgens de Zoölogische nomenclatuur beschreven soort. Deze soort kreeg daarom de nieuwe wetenschappelijke naam Strix hadorami, een eerbetoon aan de Israëlische ornitholoog Hadoram Shirihai. De naam Strix butleri werd volgens de nomenclatuurregels toegekend aan de "nieuw ontdekte" uilen uit het noorden van Oman. Deze uil behield de Nederlandse naam Omaanse uil.

## Status
De grootte van de wereldpopulatie is niet gekwantificeerd, maar deze  uil is betrekkelijk algemeen. Men veronderstelt dat de soort in aantal stabiel is. Om deze redenen staat de Palestijnse bosuil als niet bedreigd op de Rode Lijst van de IUCN.